# Carl Steven
Carlo Steven Krakoff, professionellt känd som Carl Steven, född 4 november 1974 i Glendale, Kalifornien, död 31 juli 2011 i Tucson, Arizona av en heroinöverdos, var en amerikansk före detta barnskådespelare.